# 聯合汽水廠
聯合汽水廠有限公司，簡稱聯合汽水廠（英語：General Bottling Company, Limited，港交所除牌時0295.HK），在1955年由香港殷商利孝和創立，當時經營生產及銷售各種飲料，股份在1970年11月28日，曾於香港交易所主板上市。

## 歷史
主要業務是在香港市場生產及經銷七喜汽水、玉泉汽水。
1970年，在香港招股上市。
1971年，宣布於鰂魚涌興建六層高新廠房，並耗資二百多萬元向三菱重工訂購新型生產設備。
1977年，該廠發行了一張名為《7-A-Side》的唱片，收錄了14首曾名列於流行榜的英語流行曲。並在唱片中附帶抽獎券及贈飲券作為推廣活動。
1978年，主席利孝和宣布在當時觀塘的廠房旁加建新廠房。
1981年，公布被佳寧集團及新加坡的楊協成公司成功收購（以收購持有聯合汽水廠71％股權的老智有限公司之形式），向證監會申請停牌。同年年末，佳寧將持有的老智有限公司股權全數轉售楊協成，楊協成成為聯合汽水廠的單一大股東。翌年公司主席楊至耀表示當時在觀塘的廠房是向佳寧租用，正計劃在屯門興建新廠房，耗資一億元。1981年易主消息傳出後，該廠工人因擔心年資不被新東主承認等問題，曾一度罷工，與資方協商後復工。1982年再發生運輸工人因佣金問題發動罷工。
1983年，由新加坡楊協成公司控制的聯合汽水廠，向新加坡楊協成收購「楊協成香港有限公司」全數股權。同年10月10日，開始更名為楊協成企業有限公司，在1987年9月29日，更名為萬順實業(集團)有限公司，到了1991年2月28日，更名為霸寶集團有限公司，再在1994年7月17日，更名為和山企業發展有限公司。到最後在1997年7月16日，再更名為江山控股有限公司至今。

## 連結
- Kongsun-Holdings.com